# Le Cyclope (Redon)
Pour les articles homonymes, voir Cyclope (homonymie).
Le Cyclope est un tableau d'Odilon Redon (1840-1916). Il s'agit d'une peinture à l'huile sur carton marouflé sur un panneau de bois ayant pour dimensions 64 cm sur 51 et fut réalisée vers 1914. Elle est actuellement conservée au musée Kröller-Müller à Otterlo, aux Pays-Bas.

## Analyse
Cette œuvre représente un cyclope en haut d'une colline et une femme allongée en dessous de lui qui se repose sur un tas de fleurs.
Le mythe qui a inspiré cette œuvre est un extrait de L'Odyssée d’Homère quand Ulysse est accueilli par le cyclope Polyphème ou des Métamorphoses d'Ovide. La jeune femme est Galatée.